# Michèle Torr

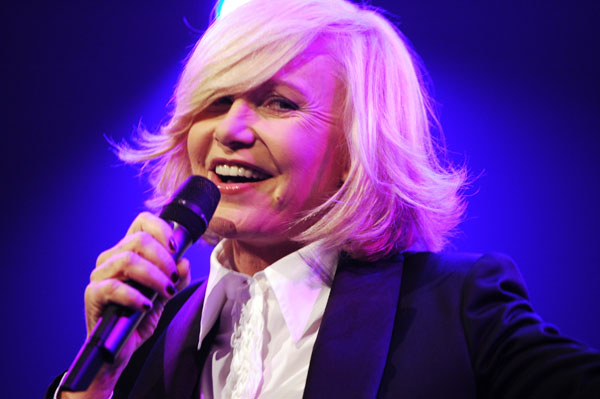
Michèle Torr (2006)

Michèle Torr (* 7. April 1947 in Pertuis, Département Vaucluse) ist eine französische Sängerin. Zu ihren bekanntesten Liedern zählen die französischen Top-10-Hits J'aime (1977, ein Cover des ABBA-Instrumentals Arrival, mit Jean-François Maurice) und Lui (1980). Weitere Erfolge waren Dans mes bras oublie ta peine (1964), Ça pourrait être vrai (1971) und Emmène-moi danser ce soir (1978), Discomotion (1979), Midnight Blue en Irlande (1982) und À mon père (1983).

## Karriere
Bereits im Alter von 17 Jahren kam Torr im Herbst 1964 – im Vorprogramm von Claude François – zu ihren ersten Auftritten im Olympia in Paris. Im gleichen Jahr hatte sie auch ihre ersten Hits. 1966 nahm Torr für Luxemburg am Eurovision Song Contest teil. Mit dem Lied Ce soir je t'attendais landete sie auf dem zehnten Platz. Elf Jahre später trat sie in demselben Wettbewerb mit Une petite française für Monaco an und erreichte den vierten Platz.
Torrs charismatisches Merkmal ist das gerollte R, das an Édith Piaf erinnert. Seit 1963 veröffentlicht sie in regelmäßigen Abständen Tonträger und platziert sich damit in den mittleren bis hinteren Regionen der französischen Hitparade. Ihre größten Erfolge feierte sie in den 1970er Jahren mit Titeln wie Une vague bleue, Emmène-moi danser ce soir, Discomotion oder Lui aus der Feder von Jean Albertini und – im Falle der beiden letztgenannten Werke – Didier Barbelivien.
1969 versuchte sich Torr auch einmal als Schauspielerin. Der Krimi Las joyas del diablo wurde jedoch kaum zur Kenntnis genommen.
Eher selektiv präsentiert sich Torr auch heute noch ihrem Publikum. Mit Vorliebe wählt sie das Pariser Olympia als Auftrittsort, so 2002, 2005 und 2008. In jedem der genannten Jahre erschien eine DVD mit den Aufnahmen der Konzerte.
Im April 2015 erschien ein neues Studio-Album von Torr, Diva, unter anderem mit Liedern von Charles Aznavour, Alice Dona und Georges Chelon.

## Auszeichnungen für Musikverkäufe
| Goldene Schallplatte - Frankreich - 1977: für die Single J’aime - 1978: für die Single Emmène-Moi Danser Ce Soir - 1980: für das Album Chanson Inédite (Discomotion) - 1980: für das Album Emmène-Moi Danser Ce Soir - 1980: für das Album Eurovision 77 – Une Petite Française - 1980: für das Album J’aime - 1980: für das Album Olympia 80 - 1980: für das Album Un Disque D’amour - 1982: für das Album Michèle Torr - 1983: für das Album Volume 1 - 1984: für das Album Donne-Moi La Main, Donne-Moi L’amour |

| Land/RegionAuszeichnungen für Musikverkäufe (Land/Region, Auszeichnungen, Verkäufe, Quellen) | Gold       | Platin | Verkäufe  | Quellen     |
| -------------------------------------------------------------------------------------------- | ---------- | ------ | --------- | ----------- |
| Frankreich (SNEP)                                                                            | 11× Gold11 | —      | 1.900.000 | infodisc.fr |
| Insgesamt                                                                                    | 11× Gold11 | —      |           |             |